# Eva Moser
Eva Moser (n. 26 iulie 1982, Tamsweg, Salzburg, Austria – d. 31 martie 2019, Graz, Austria) a fost o jucătoare austriacă de șah care a deținut titlurile de Maestru Internațional (IM) și Femeie Maestru (WGM). Ea a câștigat atât campionatul feminin de șah, cât și pe cel național.
Moser a concurat în cadrul Campionatul Mondial Feminin de Șah în 2008.

## Carieră
Moser a început să joace șah la vârsta de 10 ani. Ea a câștigat campionatul de șah al Austriei pentru junioare de opt ori, la mai multe categorii de vârstă.
În 1998 Moser a câștigat medalia de argint la Campionatului European de Șah de Junioare la categoria sub 16 ani desfășurat la Mureck, în urma lui Ana Matnadze, care a câștigat la tie-break.
În probele pe echipe, Moser a reprezentat Austria la Olimpiada de Șah feminin în fiecare an începând cu anul 2000 și la Cupa Mitropa (1999, 2002, 2004).
Moser a primit din partea FIDE titlurile de Femeie Maestru (WGM) în 2003 și Maestru Internațional (IM) în 2004.
În 2006, ea a câștigat Campionatul național austriac de șah la Koflach, devenind prima femeie care reușește să facă acest lucru. Ea a mai câștigat campionatul austriac de șah feminin în 2010 și 2011.
Printre victoriile din turnee se numără proba feminină de la Dresda din 2000, Openul de la Jena în 2009, 2010, 2011 și 2012, și turneul de la Viena în 2012 și 2013.

## Viața personală
Moser a fost licențiată în Administrarea afacerilor, diplomă pe care a obținut-o la Graz în 2009. Lucra pentru revista austriacă de șah „Schach-Aktiv”.